# Clasă (matematică)
În teoria mulțimilor și în aplicațiile matematice, o clasă este o colecție de mulțimi (și câteodată de alte obiecte matematice) care pot fi definite clar printr-o proprietate comună a tuturor membrilor. Definiția precisă a clasei depinde de contextul fundamental. Lucrându-se pe teoria Zermelo–Fraenkel, noțiunea de clasă este informală, în timp ce alte teorii ale mulțimilor, ca teoria Von Neumann–Bernays–Gödel, axiomatizează noțiunea de clasă comună.